# OLM
OLM, Inc. (株式会社オー・エル・エム Kabushiki-gaisha Ō Eru Emu?), (anteriormente Oriental Light and Magic), es un estudio de animación japonés fundado en octubre de 1990. Es miembro pleno de la The Association of Japanese Animations.
Su trabajo más destacado es la serie anime Pokémon. El estudio de animación se compone de varios equipos. El estudio está situado en el Setagaya, Tokio, Japón.

## Historia
El estudio OLM fue fundado 3 de octubre de 1990 por Toshiaki Okuno y Shuukichi Kanda, respectivamente productores de O.B Planning y Studio Pastel, así como Kunihiko Yuyama, Naohito Takahashi, Yuriko Chiba, Takaya Mizutani, Kazuaki Mōri, entre otros.
El estudio produce su primera serie de televisión, Ai Tenshi Densetsu Wedding Peach, un Mahō shōjo, y varios OVA desde 1995. Ese mismo año se creó una división dedicada a la producción digital, como la pintura digital y la fotografía compuesta: OLM Digital.
Tiene un departamento en 2D que realiza pintura digital y posproducción. Un departamento de dibujo y gestión de planos. El trabajo de producción CG se lleva a cabo por la empresa afiliada OLM Digital. OLM presenta un sistema de equipo basado en el productor, y además del logotipo del nombre de la empresa de OLM en el crédito, está escrito como "TEAM○○".
En 1997, el estudio produjo la primera serie de la saga Pokémon, una adaptación de un videojuego de Game Boy, que rápidamente se convirtió en la serie emblemática del estudio. El mismo tiene denominados equipos de producción, como Team Ota, que se centra únicamente en la adaptación televisiva, mientras que Team Iguchi y Team Wasaki se encargan rápidamente de otras serie en el estudio. En cuanto al Team Koitabashi, se centra casi exclusivamente (aparte de algunos OVA) en la producción de películas derivadas de Pokémon.
El estudio lanzó unos cuantos OVA de género Hentai a finales de los 90 pero terminó parando la producción de OVA de este estilo en 2003. A principios de los años 2000 aparece un nuevo equipo: Team Iwasa, que producirá algunas series dirigidas a un público mayor, pero se disolvió en 2007. En cuanto a Team Ota, subcontrató la producción de la serie Pokémon a Team Iguchi en 2004 y terminó por disolverse.
A partir de 2005 se crearon nuevos equipos: Team Miyagawa responsable de animación en las películas en directo, y en particular los de Takashi Miike y Kamei, que son responsables de la producción de películas de animación distintas de Pokémon.
El 22 de diciembre de 2015, se realiza un acuerdo básico con Imagica Robot Holdings y se anuncia que se convertirían en unos subsidiarios.

## Equipos
Al igual que otros estudios de anime, OLM se divide en distintos equipos de producción que son responsables de ciertas series o franquicias. Son únicos en el sentido de que se acreditan claramente en las producciones.
| Unidades de producción OLM actuales | Unidades de producción OLM actuales               | Unidades de producción OLM actuales |
| Nombre del equipo                   | Productor principal                               | Notas |
| ----------------------------------- | ------------------------------------------------- | --- |
| OLM TEAM INOUE                      | Takashi Inoue (井上たかし Inoue Takashi?)         | Establecido por exmiembros del TEAM WASAKI. |
| OLM TEAM YOSHIOKA                   | Daisuke Yoshioka (吉岡大輔 Yoshioka Daisuke?)     | Establecido por exmiembros del TEAM WASAKI. |
| OLM TEAM KUMEMURA                   | Makoto Kumemura (久米村 誠 Kumemura Makoto?)      | Reestructurado del TEAM KATO. |
| OLM TEAM HIKITA                     | Takahito Hikita (引田 崇人 Hikita Takahito?)      | Establecido por un exmiembro del TEAM INOUE. |
| OLM TEAM MASUDA                     | Katsudo Masuda (増田克人 Masuda Katsudo?)         | Anteriormente productor en MAPPA. Personal derivado del TEAM SAKURAI. |
| —                                   | Eiji Sumitomo (住友 英司 Sumitomo Eiji?)          | Anteriormente productor en Studio Gokumi. Equipo derivado del TEAM KOJIMA y TEAM INOUE. |
| —                                   | Satoshi Shōda (正田 聡史 Shōda Satoshi?)          | Establecido por un exmiembro del TEAM ABE. |
| OLM TEAM MIIKE                      | Misako Saka (坂美佐子 Saka Misako?)               | División de OLM Digital. Produce obras de acción en vivo bajo la dirección de Takashi Miike. |
| Antiguas Unidades de Producción OLM |                                                   | |
| OLM TEAM KATO                       | Hiroyuki Kato (加藤浩幸 Kato Hiroyuki?)           | Establecido por un exmiembro del TEAM KAMEI. Se reorganizó como TEAM KUMEMURA tras la producción del episodio 45 de Pokémon Horizons: The Series. Hiroyuki Kato permanece en el equipo como productor creativo               |
| OLM TEAM KOITABASHI                 | Tsukasa Koitabashi (小板橋司 Koitabashi Tsukasa?) | Anteriormente de Gallop. Una de las unidades de producción originales. El último trabajo acreditado fue Pochitto Hatsumei: Pikachin-Kit . Debido a la inactividad desde 2020, se supone que este equipo se ha disuelto.      |
| OLM TEAM WASAKI                     | Nobuyuki Wasaki (和崎伸之 Wasaki Nobuyuki?)       | Anteriormente de Gallop. Una de las unidades de producción originales. El último trabajo acreditado fue Kamisama Minarai: Himitsu no Cocotama. Debido a la inactividad desde 2018, se supone que este equipo se ha disuelto. |
| OLM TEAM OTA                        | Shōji Ōta (太田昌二 Ohta Shouji?)                 | Anteriormente de OB Planning/Pastel. Una de las unidades de producción originales. Se disolvió en 2008 luego de la producción de Let's Go! Tamagotchi.                                                                       |
| OLM TEAM IGUCHI                     | Noriaki Iguchi (井口憲明 Iguchi Noriaki?)         | Una de las unidades de producción originales. Se disolvió en 2010 luego de la producción del Episodio 2 de Pokémon: Diamond and Pearl: Sinnoh League Victors.                                                                |
| OLM TEAM IWASA                      | Gaku Iwasa (岩佐岳 Iwasa Gaku?)                   | Se disolvió y escindió en 2007, estableciendo el estudio White Fox luego de la producción de Utawarerumono. |
| OLM TEAM KOJIMA                     | Hiroaki Kojima (児島宏明 Kojima Hiroaki?)         | Anteriormente productor en Diomedéa. Se disolvió y escindió en 2022, estableciendo el estudio BUG FILMS luego de la producción de Summer Time Rendering.                                                                     |
| OLM TEAM ABE                        | Isamu Abe (阿部勇 Abe Isamu?)                     | Anteriormente productor en SynergySP. Se disolvió en 2022 tras la producción de Shinkansen Henkei Robo Shinkalion Z. Actualmente está afiliado a KONAMI Animation desde 2024.                                                |
| OLM TEAM SAKURAI                    | Ryōsuke Sakurai (櫻井涼介 Sakurai Ryousuke?)      | Anteriormente productor en SynergySP. Se disolvió en 2019 luego de la producción de Zoids Wild. Actualmente afiliado a East Fish Studio desde 2024.                                                                          |
| OLM TEAM KAMEI                      | Yasuteru Kamei (亀井康輝 Kamei Yasuteru?)         | Establecido por exmiembros del TEAM KOITABASHI. Se disolvió en 2017 luego de la producción de 100% Pascal-sensei. |
| OLM TEAM GO                         | Tsuyoshi Sawada (澤田剛 Sawada Tsuyoshi?)         | Fundado por un exmiembro del TEAM KOITABASHI. Se fusionó con TEAM INOUE luego de la producción de Cardfight!! Vanguard: Shinemon-hen. Permaneció como gerente de producción de TEAM INOUE.                                   |
| OLM TEAM KAWAKITA                   | Manabu Kawakita (河北学 Kawakita Manabu?)         | Fundada por un exmiembro de TEAM INOUE. Se fusionó parcialmente con TEAM INOUE tras la producción de Inazuma Eleven: Orion no Kokuin. Permaneció como director de producción hasta 2022, cuando se incorporó a AQUASTAR Inc. |
| OLM TEAM MIYAGAWA                   | Keisuke Miyagawa (三宅川敬輔 Miyagawa Keisuke?)   | Antigua unidad de producción de acción en vivo. Disuelto en 2015 y absorbido por Fuji Creative Corporation (FCC) |

## Producciones

### Animación

#### Series de televisión

##### 1990
| Año  | Título             | Director(es) | Fecha de primera transmisión | Fecha de última transmisión | Eps.   | Notas                                                                                                  | Equipo                                                                                           | Refs. |
| ---- | ------------------ | --- | ---------------------------- | --------------------------- | ------ | --- | ------------------------------------------------------------------------------------------------ | ----- |
| 1995 | Wedding Peach      | Kunihiko Yuyama | 5 de abril de 1995           | 27 de marzo de 1996         | 51     | Adaptación del manga escrito por Sukehiro Tomita e ilustrado por Nao Yazawa. Coproducción junto a KSS. | Team Ota                                                                                         | [ 5 ] |
| 1995 | Mojacko            | Tetsuya Endō | 3 de octubre de 1995         | 31 de marzo de 1997         | 74     | Adaptación del manga escrito e ilustrado por el dúo de autores Fujiko Fujio.                           | Team Iguchi                                                                                      | [ 5 ] |
| 1997 | Pokémon            | Kunihiko Yuyama (1997–2019, 2023) Masamitsu Hidaka (1997–2006) Norihiko Sudō (2006–2013) Tetsuo Yajima (2013–2016) Daiki Tomiyasu (2016–2019, 2022–2023) Maki Kodaira (2019–2021) Jun Ōwada (2021–2022) Saori Den (2023–presente) | 1 de abril de 1997           | —                           | 1,300+ | Adaptación de la franquicia de medios de The Pokémon Company del mismo nombre.                         | Team Ota (1997–2006) Team Iguchi (2006–2009) Team Kato (2010–2024) Team Kumemura (2024–presente) | [ 6 ] |
| 1997 | Berserk            | Naohito Takahashi | 7 de octubre de 1997         | 31 de marzo de 1998         | 25     | Adaptación del manga escrito e ilustrado por Kentaro Miura.                                            | Team Iguchi                                                                                      | [ 5 ] |
| 1998 | Aa! Megami-sama    | Norihiko Sudō Hiroko Kazui Yasuhiro Matsumura | 6 de abril de 1998           | 29 de marzo de 1999         | 48     | Adaptación del manga escrito e ilustrado por Kōsuke Fujishima.                                         | Team Koitabashi                                                                                  | [ 5 ] |
| 1999 | To Heart           | Naohito Takahashi | 1 de abril de 1999           | 24 de junio de 1999         | 13     | Adaptación de la novela visual para adultos desarrollada por Leaf.                                     | Team Wasaki                                                                                      | [ 5 ] |
| 1999 | Steel Angel Kurumi | Naohito Takahashi | 5 de octubre de 1999         | 4 de abril de 2000          | 24     | Adaptación del manga escrito e ilustrado por Kaishaku.                                                 | Team Wasaki                                                                                      | [ 5 ] |

##### 2000
| Año  | Título                                               | Director(es)                      | Fecha de primera transmisión | Fecha de última transmisión | Eps. | Notas | Equipo      | Refs. |
| ---- | ---------------------------------------------------- | --------------------------------- | ---------------------------- | --------------------------- | ---- | --- | ----------- | ----- |
| 2001 | Koutetsu Tenshi Kurumi 2                             | Naohito Takahashi                 | 12 de abril de 2001          | 28 de junio de 2001         | 12   | Historia alternativa de la serie de anime Steel Angel Kurumi.                                                                | Team Wasaki | [ 5 ] |
| 2001 | Comic Party                                          | Norihiko Sudō                     | 2 de abril de 2001           | 25 de junio de 2001         | 13   | Adaptación del videojuego de simulación de citas y aventuras románticas de Leaf.                                             | Team Iguchi | [ 5 ] |
| 2001 | Figure 17                                            | Naohito Takahashi                 | 27 de mayo de 2001           | 26 de junio de 2002         | 13   | Historia original. | Team Wasaki | [ 5 ] |
| 2001 | Kasumin                                              | Mitsuru Hongō                     | 13 de octubre de 2001        | 1 de octubre de 2003        | 78   | Historia original. | Team Iwasa  | [ 5 ] |
| 2002 | Piano: The Melody of a Young Girl's Heart            | Mitsuru Hongō                     | 11 de noviembre de 2002      | 13 de enero de 2003         | 10   | Historia original. | Team Iguchi | [ 5 ] |
| 2003 | Croket!                                              | Naohito Takahashi                 | 7 de abril de 2003           | 27 de marzo de 2005         | 78   | Adaptación del manga escrito e ilustrado por Manavu Kashimoto.                                                               | Team Iguchi | [ 5 ] |
| 2003 | Godannar                                             | Yasuchika Nagaoka                 | 1 de octubre de 2003         | 29 de junio de 2004         | 26   | Historia original. Coproducción junto a AIC ASTA.                                                                            | —           | [ 5 ] |
| 2003 | Omoikkiri Kagaku Adventure Sou Nanda!                | Norihiko Sudō                     | 5 de octubre de 2003         | 28 de marzo de 2004         | 26   | Historia original. | Team Iwasa  | [ 5 ] |
| 2004 | Monkey Turn                                          | Kunitoshi Okajima                 | 10 de enero de 2004          | 26 de junio de 2004         | 25   | Adaptación del manga escrito e ilustrado por Katsutoshi Kawai. Coproducción junto a AIC.                                     | —           | [ 5 ] |
| 2004 | Monkey Turn V                                        | Kunitoshi Okajima                 | 3 de julio de 2004           | 18 de diciembre de 2004     | 25   | Secuela de Monkey Turn. Coproducción junto a AIC.                                                                            | —           | [ 5 ] |
| 2004 | Agatha Christie's Great Detectives Poirot and Marple | Naohito Takahashi                 | 4 de julio de 2004           | 15 de mayo de 2005          | 39   | Adaptación de varios cuentos de Agatha Christie sobre Hércules Poirot y Miss Marple.                                         | Team Iwasa  | [ 5 ] |
| 2004 | To Heart 〜Remember my Memories〜                    | Keitarō Motonaga                  | 2 de octubre de 2004         | 25 de diciembre de 2004     | 13   | Secuela de To Heart. Coproducción junto a AIC ASATA.                                                                         | —           | [ 5 ] |
| 2005 | Guyver                                               | Katsuhito Akiyama                 | 6 de agosto de 2005          | 18 de febrero de 2006       | 26   | Adaptación del manga escrito e ilustrado por Yoshiki Takaya.                                                                 | Team Wasaki | [ 5 ] |
| 2005 | ToHeart2                                             | Norihiko Sudō                     | 3 de octubre de 2005         | 2 de enero de 2006          | 13   | Adaptación de la novela visual romántica japonesa desarrollada por Leaf y publicada por Aquaplus. Estilizado como ToHeart2 . | Team Iguchi | [ 5 ] |
| 2006 | Utawarerumono                                        | Tomoki Kobayashi                  | 3 de abril de 2006           | 25 de septiembre de 2006    | 26   | Adaptación de la novela visual de rol táctico para adultos de Leaf.                                                          | Team Iwasa  | [ 5 ] |
| 2006 | Disgaea: Hour of Darkness                            | Kiyotaka Isako                    | 5 de abril de 2006           | 21 de junio de 2006         | 12   | Adaptación del videojuego Disgaea: Hour of Darkness.                                                                         | Team Iguchi | [ 5 ] |
| 2006 | Ray the Animation                                    | Naohito Takahashi                 | 5 de abril de 2006           | 28 de junio de 2006         | 13   | Adaptación del manga escrito e ilustrado por Akihito Yoshitomi.                                                              | Team Iguchi | [ 5 ] |
| 2006 | Super Robot Wars Original Generation: Divine Wars    | Hiroyuki Kakudō                   | 4 de octubre de 2006         | 29 de marzo de 2007         | 25   | Adaptación del videojuego Super Robot Taisen: Original Generation.                                                           | Team Iwasa  | [ 5 ] |
| 2006 | Gift: Eternal Rainbow                                | Shigeru Kimiya                    | 6 de octubre de 2006         | 22 de diciembre de 2006     | 12   | Adaptación de la novela visual para adultos desarrollada por Moonstone.                                                      | Team Iwasa  | [ 5 ] |
| 2007 | Deltora Quest                                        | Mitsuru Hongō                     | 6 de enero de 2007           | 29 de marzo de 2008         | 65   | Adaptación de la serie de libros infantiles de la autora australiana Emily Rodda.                                            | Team Wasaki | [ 5 ] |
| 2008 | Inazuma Eleven                                       | Katsuhito Akiyama Yoshikazu Miyao | 5 de octubre de 2008         | 27 de abril de 2011         | 127  | Adaptación del videojuego desarrollado por Level-5.                                                                          | Team Wasaki | [ 5 ] |
| 2009 | Tamagotchi!                                          | Jōji Shimura                      | 12 de octubre de 2009        | 3 de septiembre de 2012     | 143  | Basado en la mascota digital Tamagotchi creada conjuntamente por Bandai y WiZ.                                               | Team Kamei  | [ 5 ] |

##### 2010
| Año  | Título                                                  | Director(es)                        | Fecha de primera transmisión | Fecha de última transmisión | Eps. | Notas | Equipo                                                | Refs. |
| ---- | ------------------------------------------------------- | ----------------------------------- | ---------------------------- | --------------------------- | ---- | --- | ----------------------------------------------------- | ----- |
| 2010 | Hanakappa                                               | Kazumi Nonaka                       | 29 de marzo de 2010          | —                           | 708+ | Adaptación de la serie de libros ilustrados de Tadashi Akiyama. Coproducción junto a Xebec y Signal.MD.                                          | —                                                     | [ 5 ] |
| 2011 | Danball Senki                                           | Naohito Takahashi                   | 2 de marzo de 2011           | 11 de enero de 2012         | 44   | Adaptación del videojuego desarrollado por Level-5.                                                                                              | Team Inoue                                            | [ 5 ] |
| 2011 | Inazuma Eleven GO                                       | Katsuhito Akiyama                   | 4 de mayo de 2011            | 11 de abril de 2012         | 47   | Adaptación del videojuego desarrollado por Level-5.                                                                                              | Team Wasaki                                           | [ 5 ] |
| 2012 | Danball Senki W                                         | Naohito Takahashi                   | 18 de enero de 2012          | 20 de marzo de 2013         | 58   | Secuela de Danball Senki. | Team Inoue                                            | [ 5 ] |
| 2012 | Inazuma Eleven Go: Chrono Stone                         | Akihiro Hino Katsuhito Akiyama      | 18 de abril de 2012          | 1 de mayo de 2013           | 51   | Secuela de Inazuma Eleven GO. | Team Wasaki                                           | [ 5 ] |
| 2012 | Tamagotchi! Yume Kira Dream                             | Jōji Shimura                        | 10 de septiembre de 2012     | 29 de agosto de 2013        | 49   | Secuela de Tamagotchi!. | Team Kamei                                            | [ 5 ] |
| 2013 | Danball Senki Wars                                      | Naohito Takahashi                   | 3 de abril de 2013           | 25 de diciembre de 2013     | 37   | Secuela de Danball Senki W. | Team Inoue                                            | [ 5 ] |
| 2013 | Inazuma Eleven Go: Galaxy                               | Katsuhito Akiyama                   | 8 de mayo de 2013            | 19 de marzo de 2014         | 43   | Secuela de Inazuma Eleven Go: Chrono Stone. | Team Koitabashi                                       | [ 5 ] |
| 2013 | Pac-World                                               | Motonori Sakakibara                 | 15 de junio de 2013          | 25 de abril de 2015         | 52   | Serie 3DCG original basada en la serie de videojuegos creada por Bandai Namco Entertainment. Coproducción junto a Sprite Animation Studios.      | OLM Digital                                           | [ 5 ] |
| 2013 | Tamagotchi! Miracle Friends                             | Jōji Shimura                        | 5 de septiembre de 2013      | 27 de marzo de 2014         | 29   | Secuela de Tamagotchi! Yume Kira Dream. | Team Wasaki                                           | [ 5 ] |
| 2014 | Future Card Buddyfight                                  | Shigetaka Ikeda                     | 4 de enero de 2014           | 4 de abril de 2015          | 64   | Adaptación del juego de cartas coleccionables creado por Bushiroad. Coproducción junto a Xebec.                                                  | —                                                     | [ 5 ] |
| 2014 | Yo-Kai Watch                                            | Shinji Ushiro                       | 8 de enero de 2014           | 30 de marzo de 2018         | 214  | Basado en los videojuegos de rol de Level-5. | Team Inoue                                            | [ 5 ] |
| 2014 | GO-GO Tamagotchi!                                       | Jōji Shimura                        | 3 de abril de 2014           | 26 de marzo de 2015         | 50   | Secuela de Tamagotchi! Miracle Friends. | Team Wasaki                                           | [ 5 ] |
| 2014 | Oreca Battle                                            | Tetsurō Amino                       | 7 de abril de 2014           | 30 de marzo de 2015         | 51   | Adaptación del manga escrito e ilustrado por Satoshi Yamaura basado en el arcade de cartas coleccionables de Konami. Coproducción junto a Xebec. | —                                                     | [ 5 ] |
| 2014 | Dragon Collection                                       | Keiichiro Kawaguchi                 | 7 de abril de 2014           | 23 de marzo de 2015         | 51   | Adaptación del manga escrito e ilustrado por Muneyuki Kaneshiro basada en la red social y juegos arcade de cromos de Konami .                    | —                                                     | [ 5 ] |
| 2015 | Omakase! Miracle Cat-dan                                | Mitsuo Hashimoto                    | 31 de marzo de 2015          | 23 de febrero de 2016       | 32   | Historio original. | Team Koitabashi                                       | [ 5 ] |
| 2015 | Tamagotchi! Tamatomo Daishuu GO                         | Jōji Shimura                        | 3 de abril de 2014           | 26 de marzo de 2015         | 50   | Secuela de GO-GO Tamagotchi!. | —                                                     | [ 5 ] |
| 2015 | Future Card Buddyfight Hundred                          | Shigetaka Ikeda                     | 11 de abril de 2015          | 26 de marzo de 2016         | 50   | Secuela de Future Card Buddyfight. Coproducción junto a Xebec.                                                                                   | —                                                     | [ 5 ] |
| 2015 | Pikaia!                                                 | Daiki Tomiyasu                      | 29 de abril de 2015          | 30 de agosto de 2015        | 13   | Historia original. Coproducción junto a Production I.G.                                                                                          | —                                                     | [ 5 ] |
| 2015 | Kamisama Minarai: Himitsu no Cocotama                   | Norio Nitta                         | 1 de octubre de 2015         | 30 de agosto de 2018        | 139  | Basado en los juguetes de la serie Cocotama House creados por Bandai.                                                                            | Team Wasaki (Temporada 1) Team Yoshioka (Temporada 2) | [ 5 ] |
| 2016 | Future Card Buddyfight Triple D                         | Shigetaka Ikeda                     | 1 de abril de 2016           | 24 de marzo de 2017         | 51   | Secuela de Future Card Buddyfight Hundred. Coproducción junto a Xebec.                                                                           | —                                                     | [ 5 ] |
| 2016 | Beyblade Burst                                          | Katsuhito Akiyama                   | 4 de abril de 2016           | 27 de marzo de 2017         | 51   | Adaptación del manga escrito e olustrado por Hiro Morita.                                                                                        | Team Abe                                              | [ 5 ] |
| 2016 | Age 12: A Little Heart-Pounding                         | Masaki Ōzora                        | 4 de abril de 2016           | 19 de diciembre de 2016     | 24   | Adaptación del manga escrito e olustrado por Nao Maita.                                                                                          | Team Sakurai                                          | [ 5 ] |
| 2016 | Cardfight!! Vanguard G: NEXT                            | Itsurō Kawasaki                     | 2 de octubre de 2016         | 1 de octubre de 2017        | 52   | Secuela de Cardfight!! Vanguard G Stride Gate. Coproducción junto a Xebec.                                                                       | Team Koitabashi                                       | [ 5 ] |
| 2017 | Pikaia!!                                                | Daiki Tomiyasu                      | 26 de febrero de 2017        | 27 de mayo de 2017          | 13   | Secuela de Pikaia!. Coproducción junto a Production I.G.                                                                                         | —                                                     | [ 5 ] |
| 2017 | Future Card Buddyfight X                                | Shigetaka Ikeda                     | 1 de abril de 2017           | 31 de marzo de 2018         | 52   | Secuela de Future Card Buddyfight Triple D. Coproducción junto a Xebec.                                                                          | —                                                     | [ 5 ] |
| 2017 | Beyblade Burst Evolution                                | Katsuhito Akiyama Kentarō Yamaguchi | 3 de abril de 2017           | 26 de marzo de 2018         | 51   | Secuela de Beyblade Burst. | Team Abe                                              | [ 5 ] |
| 2017 | The Snack World                                         | Takeshi Mori                        | 13 de abril de 2017          | 19 de abril de 2018         | 50   | Adaptación 3DCG del videojuego de Level-5. | OLM Digital                                           | [ 5 ] |
| 2017 | PriPri Chi-chan!!                                       | Takahiro Ikezoe                     | 15 de abril de 2017          | 16 de diciembre de 2017     | 36   | Adaptación del manga escrito e olustrado por Hiromu Shinozuka.                                                                                   | Team Sakurai                                          | [ 5 ] |
| 2017 | Tomica Hyper Rescue Drive Head: Kidou Kyuukyuu Keisatsu | Takao Katō                          | 15 de abril de 2017          | 23 de diciembre de 2017     | 37   | Basado en la línea de juguetes Tomica creada por Tomy.                                                                                           | —                                                     | [ 5 ] |
| 2017 | 100% Pascal-sensei                                      | Yō Miura                            | 15 de abril de 2017          | 16 de diciembre de 2017     | 36   | Adaptación del manga escrito e olustrado por Yūji Nagai.                                                                                         | Team Kamei                                            | [ 5 ] |
| 2017 | Atom: The Beginning                                     | Katsuyuki Motohiro Tatsuo Satō      | 15 de abril de 2017          | 8 de julio de 2017          | 12   | Adaptación del manga de Tetsuro Kasahara junto a Makoto Tezuka y Masami Yuki. Coproducción junto a Production I.G y Signal.MD.                   | Team Koitabashi                                       | [ 5 ] |
| 2017 | Cardfight!! Vanguard G: Z                               | Nobuhiro Kondō                      | 8 de octubre de 2017         | 1 de abril de 2018          | 24   | Secuela de Cardfight!! Vanguard G: NEXT. | Team Koitabashi                                       | [ 5 ] |
| 2018 | Pikachin-Kit                                            | Ryūichi Kimura                      | 6 de enero de 2018           | 28 de marzo de 2020         | 11   | Historia original. Coproducción junto a Shin-Ei Animation.                                                                                       | Team Koitabashi                                       | [ 5 ] |
| 2018 | Shinkansen Henkei Robo Shinkalion The Animation         | Takahiro Ikezoe                     | 6 de enero de 2018           | 29 de junio de 2019         | 76   | Basado en la línea de juguetes creada por Tomy.                                                                                                  | Team Ota                                              | [ 5 ] |
| 2018 | Beyblade Burst Chouzetsu                                | Katsuhito Akiyama Kentarō Yamaguchi | 2 de abril de 2018           | 25 de marzo de 2019         | 51   | Secuela de Beyblade Burst Evolution. | Team Abe                                              | [ 5 ] |
| 2018 | Inazuma Eleven: Ares no Tenbin                          | Akihiro Hino Yumi Kamakura          | 6 de abril de 2018           | 28 de septiembre de 2018    | 26   | Secuela alternativa de Inazuma Eleven. | Team Kawakita                                         | [ 5 ] |
| 2018 | Future Card Buddyfight Battsu: All-Star Fight           | Shigetaka Ikeda                     | 7 de abril de 2018           | 26 de mayo de 2018          | 8    | Secuela de Future Card Buddyfight X. Coproducción junto a Xebec.                                                                                 | —                                                     | [ 5 ] |
| 2018 | Major 2nd                                               | Ayumu Watanabe                      | 7 de abril de 2018           | 7 de noviembre de 2020      | 50   | Secuela de Major. | Team Kojima                                           | [ 5 ] |
| 2018 | Youkai Watch: Shadow Side                               | Fumiya Kitajō                       | 13 de abril de 2018          | 29 de marzo de 2019         | 49   | Basado en los videojuegos de rol de Level-5. | Team Inoue                                            | [ 5 ] |
| 2018 | Cardfight!! Vanguard                                    | Itsurō Kawasaki                     | 5 de mayo de 2018            | 4 de mayo de 2019           | 52   | Adaptación del juego de cartas coleccionables creado por Bushiroad. Reinicio de la serie original. Coproducción junto a Bridge.                  | Team Go                                               | [ 5 ] |
| 2018 | Future Card Shin Buddyfight                             | Takao Katō                          | 2 de junio de 2018           | 30 de marzo de 2019         | 43   | Secuela de Future Card Buddyfight X: All Star Fight. Coproducción junto a Xebec.                                                                 | —                                                     | [ 5 ] |
| 2018 | Zoids Wild                                              | Norihiko Sudō                       | 7 de julio de 2018           | 29 de junio de 2019         | 50   | Basado en la línea de juguetes Zoids. | Team Sakurai                                          | [ 5 ] |
| 2018 | Kirakira Happy★Hirake! Cocotama                         | Norio Nitta                         | 6 de septiembre de 2018      | 26 de septiembre de 2019    | 55   | Secuela de Kamisama Minarai: Himitsu no Cocotama.                                                                                                | Team Yoshioka                                         | [ 5 ] |
| 2018 | Inazuma Eleven: Orion no Kokuin                         | Akihiro Hino Yumi Kamakura          | 5 de octubre de 2018         | 27 de septiembre de 2019    | 49   | Secuela de Inazuma Eleven: Ares no Tenbin. | Team Kawakita                                         | [ 5 ] |
| 2019 | Beyblade Burst Gachi                                    | Katsuhito Akiyama Jin-Koo Oh        | 5 de abril de 2019           | 27 de marzo de 2020         | 52   | Secuela de Beyblade Burst Chouzetsu. | —                                                     | [ 5 ] |
| 2019 | Youkai Watch!                                           | Ryōsuke Senbo Fumiya Kitajō         | 5 de abril de 2019           | 20 de diciembre de 2019     | 36   | Reinicio de la serie original. Coproducción junto a Magic Bus.                                                                                   | Team Inoue                                            | [ 5 ] |
| 2019 | Kedama no Gonjirō                                       | Kenshirō Morii Tetsuo Hirakawa      | 6 de abril de 2019           | 28 de marzo de 2020         | 52   | Historia original. Coproducción junto a Wit Studio y Signal.MD.                                                                                  | —                                                     | [ 5 ] |
| 2019 | Mix                                                     | Toshinori Watanabe                  | 6 de abril de 2019           | 28 de septiembre de 2019    | 24   | Adaptación del manga escrito e olustrado por Mitsuru Adachi.                                                                                     | Team Kojima                                           | [ 5 ] |
| 2019 | Cardfight!! Vanguard: Zoku Koukousei-hen                | Itsurō Kawasaki                     | 11 de mayo de 2019           | 10 de agosto de 2019        | 14   | Secuela de Cardfight!! Vanguard. | Team Go                                               | [ 5 ] |
| 2019 | Cardfight!! Vanguard: Shinemon-hen                      | Itsurō Kawasaki                     | 24 de agosto de 2019         | 28 de marzo de 2020         | 31   | Precuela de Cardfight!! Vanguard. | Team Go Team Abe (episdosios 21-31)                   | [ 5 ] |
| 2019 | Zoids Wild Zero                                         | Takao Katō                          | 4 de octubre de 2019         | 16 de octubre de 2020       | 50   | Precuela de Zoids Wild. | Team Masuda                                           | [ 5 ] |
| 2019 | Youkai Watch Jam: Youkai Gakuen Y - N to no Souguu      | Fumiya Kitajō                       | 27 de diciembre de 2019      | 2 de abril de 2021          | 64   | Basado en los videojuegos de rol de Level-5. | Team Inoue                                            | [ 5 ] |

##### 2020
| Año  | Título                                                                                | Director(es) | Fecha de primera transmisión | Fecha de última transmisión | Eps. | Notas | Equipo                                             | Refs.                |
| ---- | ------------------------------------------------------------------------------------- | --- | ---------------------------- | --------------------------- | ---- | --- | -------------------------------------------------- | -------------------- |
| 2020 | Bungō to Alchemist: Shinpan no Haguruma                                               | Toshinori Watanabe | 3 de abril de 2020           | 7 de agosto de 2020         | 13   | Basado en el videojuego creado por DMM Games.                                                                                        | Team Kojima                                        | [ 5 ]                |
| 2020 | Major 2nd 2nd Season                                                                  | Ayumu Watanabe | 4 de abril de 2020           | 7 de noviembre de 2020      | 25   | Secuela de Major 2nd. | Team Kojima                                        | [ 5 ]                |
| 2020 | Tomica Kizuna Gattai: Earth Granner                                                   | Shinji Ushiro | 5 de abril de 2020           | 28 de marzo de 2021         | 51   | Basado en la línea de juguetes Tomica creada por Tomy.                                                                               | Team Inoue                                         | [ 5 ]                |
| 2020 | Garugaku.: Sei Girls Square Gakuin                                                    | Hiroaki Akagi Kenji Takahashi Makoto Nakata                                                                                          | 6 de abril de 2020           | 29 de marzo de 2021         | 50   | Historia original. Coproducción junto a Wit Studio.                                                                                  | Team Kato                                          | [ 5 ]                |
| 2020 | Cardfight!! Vanguard Gaiden: If                                                       | Itsurō Kawasaki | 30 de mayo de 2020           | 30 de noviembre de 2020     | 25   | Universo alternativo a Cardfight!! Vanguard .                                                                                        | Team Abe                                           | [ 5 ]                |
| 2020 | King's Raid: Ishi wo Tsugumono-tachi                                                  | Makoto Hoshino | 3 de octubre de 2020         | 27 de marzo de 2021         | 26   | Adaptación del videojuego surcoreano creado por Vespa. Coproducción junto a Sunrise Beyond.                                          | —                                                  | [ 5 ]                |
| 2021 | Mazica Party                                                                          | Shinji Ushiro | 4 de abril de 2021           | 27 de marzo de 2022         | 51   | Basado en el juego de cartas coleccionables creado por Tomy.                                                                         | Team Inoue                                         | [ 5 ]                |
| 2021 | Odd Taxi                                                                              | Baku Kinoshita | 6 de abril de 2021           | 29 de junio de 2021         | 13   | Historia original. Coproducción junto a P.I.C.S.                                                                                     | Team Yoshioka                                      | [ 5 ]                |
| 2021 | Yo-Kai Watch ♪                                                                        | Ryōsuke Senbo | 9 de abril de 2021           | 31 de marzo de 2023         | 98   | Renacimiento de la serie original.                                                                                                   | Team Inoue                                         | [ 5 ]                |
| 2021 | Shinkansen Henkei Robo Shinkalion Z the Animation                                     | Takahiro Ikezoe Kentarō Yamaguchi | 9 de abril de 2021           | 18 de marzo de 2022         | 41   | Secuela de Shinkansen Henkei Robo Shinkalion.                                                                                        | Team Abe                                           | [ 5 ]                |
| 2021 | Megaton-kyū Musashi                                                                   | Akihiro Hino Shigeharu Takahashi | 1 de octubre de 2021         | 24 de diciembre de 2021     | 13   | Basado en el videojuego creado por Level-5.                                                                                          | Team Inoue                                         | [ 5 ]                |
| 2021 | Isekai Shokudō 2                                                                      | Masato Jinbo | 2 de octubre de 2021         | 18 de diciembre de 2021     | 12   | Secuela de Isekai Shokudō. | Team Yoshioka                                      | [ 5 ]                |
| 2021 | Komi-san wa, Komyushō desu.                                                           | Ayumu Watanabe Kazuki Kawagoe | 7 de octubre de 2021         | 23 de diciembre de 2021     | 12   | Adaptación del manga escrito e olustrado por Tomohito Oda.                                                                           | Team Kojima                                        | [ 7 ]                |
| 2022 | Ninjala                                                                               | Mamoru Kanbe Nanako Shimazaki | 8 de enero de 2022           | —                           | —    | Adaptación del videojuego creado por GungHo Online Entertainment.                                                                    | Team Inoue (2022-2024) Team Hikita (2024-presente) | [ 5 ]                |
| 2022 | GaruGaku II: Lucky Stars                                                              | Makoto Nakata | 10 de enero de 2022          | 18 de marzo de 2022         | 50   | Secuela de GaruGaku: Saint Girls Square Academy .                                                                                    | Team Kato                                          | [ 5 ]                |
| 2022 | Fantasy Bishōjo Juniku Ojisan to                                                      | Sayaka Yamai | 12 de enero de 2022          | 30 de marzo de 2022         | 12   | Adaptación del manga escrito por Yū Tsurusaki e ilustrado por Shin Ikezawa.                                                          | Team Yoshioka                                      | [ 5 ]                |
| 2022 | Love All Play                                                                         | Hiroshi Takeuchi | 2 de abril de 2022           | 24 de septiembre de 2022    | 24   | Adaptación de la novela escrita por Asami Koseki. Coproducción junto a Nippon Animation.                                             | Team Yoshioka                                      | [ 5 ]                |
| 2022 | Komi-san wa, Komyushō desu. Season 2                                                  | Ayumu Watanabe Kazuki Kawagoe | 7 de abril de 2022           | 23 de junio de 2022         | 12   | Secuela de Komi-san wa, Komyushō desu..                                                                                              | Team Kojima                                        | [ 5 ]                |
| 2022 | Summer Time Rendering                                                                 | Ayumu Watanabe | 15 de abril de 2022          | 30 de septiembre de 2022    | 25   | Adaptación del manga escrito e ilustrado por Yasuki Tanaka.                                                                          | Team Kojima                                        | [ 7 ]                |
| 2022 | PuniRunes                                                                             | Akihiro Hino Shigeharu Takahashi | 2 de octubre de 2022         | 26 de marzo de 2023         | 25   | Basado en la línea de juguetes creada por Takara Tomy.                                                                               | OLM Digital                                        | [ 5 ]                |
| 2022 | Megaton-kyū Musashi 2nd Season                                                        | Kunihiko Yuyama Kentarō Yamaguchi | 7 de octubre de 2022         | 17 de marzo de 2023         | 15   | Secuela de Megaton-kyū Musashi. | Team Inoue                                         | [ 5 ]                |
| 2023 | Ijiranaide, Nagatoro-san 2nd Attack                                                   | Shinji Ushiro | 8 de enero de 2023           | 26 de marzo de 2023         | 12   | Secuela de Ijiranaide, Nagatoro-san.                                                                                                 | Team Inoue                                         | [ 8 ]                |
| 2023 | Mix 2                                                                                 | Tomohiro Kamitani | 1 de abril de 2023           | 23 de septiembre de 2023    | 24   | Secuela de Mix. | Team Masuda                                        | [ 5 ]                |
| 2023 | Go! Go! Vehicle Zoo                                                                   | Natsuki Takemura | 2 de abril de 2023           | 24 de diciembre de 2023     | 26   | Basada en la línea de juguetes creada por Takara Tomy. Coproducción junto a Signal.MD.                                               | —                                                  | [ 9 ]                |
| 2023 | Higeki no Genkyō to naru Saikyō Gedō Last Boss Joō wa Min no tame ni Tsukushimasu     | Norio Nitta | 7 de julio de 2023           | 22 de septiembre de 2023    | 12   | Adaptación de las novelas ligeras escritas por Tenichi e ilustradas por Suzunosuke.                                                  | Team Yoshioka                                      | [ 5 ]                |
| 2023 | Dark Gathering                                                                        | Hiroshi Ikehata | 10 de julio de 2023          | 25 de diciembre de 2023     | 25   | Adaptación del manga escrito e ilustrado por Kenichi Kondō.                                                                          | Team Masuda                                        | [ 8 ]                |
| 2023 | Beyblade X                                                                            | Katsuhito Akiyama Moto Terada | 6 de octubre de 2023         | —                           | —    | Adaptación del manga escrito por Katsuhito Akiyama y Sotsu Terada e ilustrado por Posuka Demizu.                                     | Team Masuda                                        | [ 10 ]               |
| 2023 | Saihate no Paladin: Tetsusabi no Yama no Ō                                            | Akira Iwanaga | 7 de octubre de 2023         | 23 de diciembre de 2023     | 12   | Secuela de Saihate no Paladin. Coproducción junto a Sunrise Beyond.                                                                  | —                                                  | [ 11 ]               |
| 2023 | Kusuriya no Hitorigoto                                                                | Norihiro Naganuma | 22 de octubre de 2023        | 23 de marzo de 2024         | 24   | Adaptación de las novelas ligeras escritas por Natsu Hyūga e ilustradas por Touko Shino. Coproducción junto a Tōhō Animation Studio. | —                                                  | [ 12 ] [ 13 ]        |
| 2024 | Pon no Michi                                                                          | Tatsuma Minamikawa | 6 de enero de 2024           | 23 de marzo de 2024         | 12   | Historia original | Team Inoue                                         | [ 14 ] [ 15 ]        |
| 2024 | Sai-Kyo-Oh! Zukan: The Ultimate Battles                                               | Kunihiko Yuyama Shintarō Kishimoto                                                                                                   | 6 de enero de 2024           | 14 de diciembre de 2024     | 50   | Adaptación de la serie de libros infantiles publicada por Gakken.                                                                    | OLM Digital                                        | [ 16 ]               |
| 2024 | Gekkan Mōsō Kagaku                                                                    | Chizuru Miyawaki | 11 de enero de 2024          | 28 de marzo de 2024         | 12   | Historia original | Team Yoshioka                                      | [ 17 ]               |
| 2024 | Oi! Tonbo                                                                             | Jin-Koo Oh | 6 de abril de 2024           | 28 de junio de 2024         | 13   | Adaptación del manga escrito por Ken Kawasaki e ilustrado por Yū Furusawa. Coproducción junto a SMDE.                                | Team Hikita                                        | [ 18 ]               |
| 2024 | Himitsu no AiPri                                                                      | Chi Man Park Gi Cheol Shin Hoon-Chul Choi Sung Min Nam Jun'ichi Fujisaku Kentarō Yamaguchi                                           | 7 de abril de 2024           | 30 de marzo de 2025         | 51   | Nueva serie de la franquicia Pretty. Coproducción junto a Dongwoo A&E.                                                               | —                                                  | [ 19 ]               |
| 2024 | Ore wa Subete o "Parry" Suru: Gyaku Kanchigai no Sekai Saikyō wa Bōken-sha ni Naritai | Dai Fukuyama | 5 de julio de 2024           | 20 de septiembre de 2024    | 12   | Adaptación de las novelas ligeras escritas por Nabeshiki e ilustradas por Kawaguchi.                                                 | —                                                  | [ 20 ] [ 21 ]        |
| 2024 | Dungeon no Naka no Hito                                                               | Sayaka Yamai | 6 de julio de 2024           | 28 de septiembre de 2024    | 12   | Adaptación del manga escrito e ilustrado por Sui Futami.                                                                             | Team Yoshioka                                      | [ 22 ] [ 23 ]        |
| 2024 | Oi! Tonbo 2nd Season                                                                  | Jin-Koo Oh | 5 de octubre de 2024         | 4 de enero de 2025          | 13   | Secuela de Oi! Tonbo. | Team Hikita                                        | [ 24 ] [ 25 ]        |
| 2024 | PuniRunes Puni 2                                                                      | Kunihiko Yuyama Hiroshi Ikehata | 6 de octubre de 2024         | 30 de marzo de 2025         | 25   | Secuela de PuniRunes. | OLM Digital                                        | [ 26 ]               |
| 2024 | Tono to Inu                                                                           | Haruki Kasugamori | 10 de octubre de 2024        | 28 de marzo de 2025         | 24   | Adaptación del manga escrito e ilustrado por Rie Nishida. Coproducción junto a Live2D Creative Studio.                               | —                                                  | [ 27 ]               |
| 2025 | Kusuriya no Hitorigoto 2nd Season                                                     | Norihiro Naganuma | 10 de enero de 2025          | 4 de julio de 2025          | 24   | Secuela de Kusuriya no Hitorigoto. Coproducción junto a Tōhō Animation Studio.                                                       | —                                                  | [ 28 ] [ 29 ]        |
| 2025 | Himitsu no AiPri: Ring-hen                                                            | Byung Chul Jeon Gi Cheol Shin Jae Ho An Kyung Won Choi Seong Hyeon Kim Sun Kyung Oh Sung Min Nam Jun'ichi Fujisaku Kentarō Yamaguchi | 6 de abril de 2025           | —                           | —    | Secuela de Himitsu no AiPri. | —                                                  | [ 5 ]                |
| 2025 | Sai-Kyo-Oh! Zukan: The Ultimate Tournament                                            | Kunihiko Yuyama Makoto Satō | 6 de abril de 2025           | —                           | —    | Secuela de Sai-Kyo-Oh! Zukan: The Ultimate Battles.                                                                                  | OLM Digital                                        | [ 30 ]               |
| 2025 | Uchūjin Mūmū                                                                          | Tomoya Takahashi | 10 de abril de 2025          | —                           | 24   | Adaptación del manga escrito por e ilustrado por Hiroki Miyashita.                                                                   | Team Inoue                                         | [ 31 ] [ 32 ]        |
| 2025 | Tsuihōsha Shokudō e Yōkoso!                                                           | Jōji Shimura | 3 de julio de 2025           | —                           | —    | Adaptación de las novelas ligeras escritas por Yūki Kimikawa e ilustradas por Gaou.                                                  | Team Yoshioka                                      | [ 33 ] [ 34 ]        |
| 2025 | PuniRunes Puni 3                                                                      | Kunihiko Yuyama Kentarō Yamaguchi | 5 de julio de 2025           | —                           | —    | Secuela de PuniRunes Puni 2. | OLM Digital                                        | [ 35 ]               |
| 2025 | Nyaight of the Living Cat                                                             | Takashi Miike Tomohiro Kamitani | 6 de julio de 2025           | —                           | —    | Adaptación del manga escrito por Hawkman e ilustrado por Mecha-Roots.                                                                | Team Masuda                                        | [ 36 ] [ 37 ] [ 38 ] |
| 2025 | Let's Play                                                                            | Daiki Tomiyasu | Octubre de 2025              | —                           | —    | Adaptación del webcomic escrito e ilustrado por Mongie (Leeanne M. Krecic).                                                          | —                                                  | [ 39 ] [ 40 ] [ 41 ] |
| —    | Yūsha no Kuzu                                                                         | — | —                            | —                           | —    | Adaptación de las novelas ligeras escritas por Rocket Shokai e ilustradas por Yūya Kusaka.                                           | Team Inoue                                         | [ 42 ]               |

#### Películas
| Año  | Título                                                                                         | Director(es)                        | Fecha de lanzamiento    | Duración | Notas | Equipo                     | Refs. |
| ---- | ---------------------------------------------------------------------------------------------- | ----------------------------------- | ----------------------- | -------- | --- | -------------------------- | ----- |
| 1998 | Pokemon Movie 01: Mewtwo no Gyakushū                                                           | Kunihiko Yuyama                     | 18 de julio de 1998     | 85m      | Historia original de Pokémon.                                                                                 | Team Koitabashi            | [ 5 ] |
| 1999 | Pokemon Movie 02: Maboroshi no Pokemon Lugia Bakutan                                           | Kunihiko Yuyama                     | 17 de julio de 1999     | 80m      | Historia original de Pokémon.                                                                                 | Team Koitabashi            | [ 5 ] |
| 2000 | Pokemon Movie 03: Kesshōtō no Teiō Entei                                                       | Kunihiko Yuyama                     | 8 de julio de 2000      | 73m      | Historia original de Pokémon.                                                                                 | Team Koitabashi            | [ 5 ] |
| 2001 | Pokemon Movie 04: Celebi Toki wo Koeta Deai                                                    | Kunihiko Yuyama                     | 7 de julio de 2001      | 79m      | Historia original de Pokémon.                                                                                 | Team Koitabashi            | [ 5 ] |
| 2002 | Pokemon Movie 05: Mizu no Miyako no Mamorigami Latias to Latios                                | Kunihiko Yuyama                     | 13 de julio de 2002     | 74m      | Historia original de Pokémon.                                                                                 | Team Koitabashi            | [ 5 ] |
| 2003 | Pokemon Movie 06: Nanayo no Negaiboshi Jirachi                                                 | Kunihiko Yuyama                     | 19 de julio de 2003     | 81m      | Historia original de Pokémon.                                                                                 | Team Koitabashi            | [ 5 ] |
| 2004 | Pokemon Movie 07: Rekkū no Hōmonsha Deoxys                                                     | Kunihiko Yuyama                     | 17 de julio de 2004     | 98m      | Historia original de Pokémon.                                                                                 | Team Koitabashi            | [ 5 ] |
| 2004 | Shin Angyo Onshi                                                                               | Jōji Shimura                        | 4 de diciembre de 2004  | 85m      | Adaptación del manhwa escrito por In-Wan Youn e ilustrado por Kyung-Il Yang.                                  | OLM Digital                | [ 5 ] |
| 2005 | Pokemon Movie 08: Mew to Hadō no Yūsha Lucario                                                 | Kunihiko Yuyama                     | 16 de julio de 2005     | 100m     | Historia original de Pokémon.                                                                                 | Team Koitabashi            | [ 5 ] |
| 2006 | Pokemon Movie 09: Pokemon Ranger to Umi no Ōji Manaphy                                         | Kunihiko Yuyama                     | 15 de julio de 2006     | 105m     | Historia original de Pokémon.                                                                                 | Team Koitabashi            | [ 5 ] |
| 2006 | Dōbutsu no Mori                                                                                | Jōji Shimura                        | 16 de diciembre de 2006 | 87m      | Basada en la serie de videojuegos Animal Crossing.                                                            | —                          | [ 5 ] |
| 2007 | Pokemon Movie 10: Dialga vs. Palkia vs. Darkrai                                                | Kunihiko Yuyama                     | 15 de julio de 2007     | 90m      | Historia original de Pokémon.                                                                                 | Team Koitabashi            | [ 5 ] |
| 2007 | Eiga de Tōjō! Tamagotchi Dokidoki! Uchō no Maigotchi!?                                         | Jōji Shimura                        | 15 de diciembre de 2007 | 87m      | Historia original de Tamagotchi.                                                                              | —                          | [ 5 ] |
| 2008 | Pokemon Movie 11: Giratina to Sora no Hanataba Sheimi                                          | Kunihiko Yuyama                     | 19 de julio de 2008     | 96m      | Historia original de Pokémon.                                                                                 | Team Koitabashi            | [ 5 ] |
| 2008 | Eiga! Tamagotchi Uchū Ichi Happy na Monogatari!?                                               | Jōji Shimura                        | 20 de diciembre de 2008 | 90m      | Historia original de Tamagotchi.                                                                              | —                          | [ 5 ] |
| 2009 | Pokemon Movie 12: Arceus Chōkoku no Jikū e                                                     | Kunihiko Yuyama                     | 18 de julio de 2009     | 94m      | Historia original de Pokémon.                                                                                 | Team Koitabashi            | [ 5 ] |
| 2009 | Layton Kyōju to Eien no Utahime                                                                | Masakazu Hashimoto                  | 19 de diciembre de 2009 | 99m      | Basada en la serie de videojuegos Profesor Layton desarrollados por Level-5. Coproducción junto a P.A. Works. | —                          | [ 5 ] |
| 2010 | Pokemon Movie 13: Genei no Hasha Zoroark                                                       | Kunihiko Yuyama                     | 10 de julio de 2010     | 96m      | Historia original de Pokémon.                                                                                 | Team Koitabashi            | [ 5 ] |
| 2010 | Inazuma Eleven: Saikyō Gundan Ogre Shūrai                                                      | Yoshikazu Miyao                     | 23 de diciembre de 2010 | 90m      | Basada en la serie de manga y anime Inazuma Eleven.                                                           | Team Koitabashi            | [ 5 ] |
| 2011 | Pokemon Movie 14 Black: Victini to Shiroki Eiyū Reshiram                                       | Kunihiko Yuyama                     | 16 de julio de 2011     | 96m      | Historia original de Pokémon. Coproducción junto a Production I.G y Xebec.                                    | Team Koitabashi            | [ 5 ] |
| 2011 | Pokemon Movie 14 White: Victini to Kuroki Eiyū Zekrom                                          | Kunihiko Yuyama                     | 16 de julio de 2011     | 96m      | Historia original de Pokémon. Coproducción junto a Production I.G y Xebec.                                    | Team Koitabashi            | [ 5 ] |
| 2011 | Inazuma Eleven Go: Kyūkyoku no Kizuna Gryphon                                                  | Yoshikazu Miyao                     | 23 de diciembre de 2011 | 90m      | Basada en la serie de manga y anime Inazuma Eleven.                                                           | Team Koitabashi            | [ 5 ] |
| 2012 | Pokemon Movie 15: Kyurem vs. Seikenshi                                                         | Kunihiko Yuyama                     | 14 de julio de 2012     | 71m      | Historia original de Pokémon.                                                                                 | Team Koitabashi            | [ 5 ] |
| 2012 | Inazuma Eleven Go vs. Danball Senki W Movie                                                    | Yoshikazu Miyao                     | 1 de diciembre de 2012  | 90m      | Película de anime crossover de Inazuma Eleven GO y Little Battlers Experience W.                              | Team Koitabashi Team Inoue | [ 5 ] |
| 2013 | Pokemon Movie 16: Shinsoku no Genosect - Mewtwo Kakusei                                        | Kunihiko Yuyama                     | 13 de julio de 2013     | 70m      | Historia original de Pokémon.                                                                                 | Team Koitabashi            | [ 5 ] |
| 2014 | Inazuma Eleven: Chō Jigen Dream Match                                                          | Katsuhito Akiyama                   | 13 de junio de 2014     | 49m      | Basada en la serie de manga y anime Inazuma Eleven.                                                           | —                          | [ 5 ] |
| 2014 | Pokemon Movie 17: Hakai no Mayu to Diancie                                                     | Kunihiko Yuyama                     | 19 de julio de 2014     | 75m      | Historia original de Pokémon.                                                                                 | Team Kamei                 | [ 5 ] |
| 2014 | Yōkai Watch Movie 1: Tanjō no Himitsu da Nyan!                                                 | Shigeharu Takahashi Shinji Ushiro   | 20 de diciembre de 2014 | 96m      | Historia original de Yōkai Watch.                                                                             | Team Inoue                 | [ 5 ] |
| 2015 | Pokemon Movie 18: Ring no Chōmajin Hoopa                                                       | Kunihiko Yuyama                     | 18 de julio de 2015     | 78m      | Historia original de Pokémon.                                                                                 | Team Kamei                 | [ 5 ] |
| 2015 | Yōkai Watch Movie 2: Enma Daiō to Itsutsu no Monogatari da Nyan!                               | Shigeharu Takahashi Shinji Ushiro   | 19 de diciembre de 2015 | 94m      | Historia original de Yōkai Watch.                                                                             | Team Koitabashi Team Inoue | [ 5 ] |
| 2016 | Pokemon Movie 19: Volcanion to Karakuri no Magearna                                            | Kunihiko Yuyama                     | 16 de julio de 2016     | 94m      | Historia original de Pokémon.                                                                                 | Team Kamei                 | [ 5 ] |
| 2016 | Rudolf to Ippaiattena                                                                          | Kunihiko Yuyama Motonori Sakakibara | 6 de agosto de 2016     | 88m      | Basada en una novela infantil. Coproducción junto a Sprite Animation Studios.                                 | OLM Digital                | [ 5 ] |
| 2016 | Cyborg 009: Call of Justice 1                                                                  | Kenji Kamiyama Kōdai Kakimoto       | 25 de noviembre de 2016 | 120m     | Adaptación del manga escrito por e ilustrado por Shōtarō Ishinomori. Coproducción junto a Signal.MD.          | OLM Digital                | [ 5 ] |
| 2016 | Cyborg 009: Call of Justice 2                                                                  | Kenji Kamiyama Kōdai Kakimoto       | 2 de diciembre de 2016  | 120m     | Secuela de Cyborg 009: Call of Justice 1. Coproducción junto a Signal.MD.                                     | OLM Digital                | [ 5 ] |
| 2016 | Cyborg 009: Call of Justice 3                                                                  | Kenji Kamiyama Kōdai Kakimoto       | 9 de diciembre de 2016  | 120m     | Secuela de Cyborg 009: Call of Justice 2. Coproducción junto a Signal.MD.                                     | OLM Digital                | [ 5 ] |
| 2016 | Yōkai Watch Movie 3: Soratobu Kujira to Double Sekai no Daibōken da Nyan!                      | Shinji Ushiro                       | 17 de diciembre de 2016 | 90m      | Historia original de Yōkai Watch.                                                                             | Team Inoue Team Miike      | [ 5 ] |
| 2017 | Kamisama Minarai: Himitsu no Cocotama Movie - Kiseki wo Okose♪ Tepple to Dokidoki Cocotama-kai | Norio Nitta                         | 28 de abril de 2017     | 76m      | Historia original de Kamisama Minarai: Himitsu no Cocotama.                                                   | Team Yoshioka              | [ 5 ] |
| 2017 | Pokemon Movie 20: Kimi ni Kimeta!                                                              | Kunihiko Yuyama                     | 15 de julio de 2017     | 98m      | Historia original de Pokémon.                                                                                 | Team Kato                  | [ 5 ] |
| 2017 | Yōkai Watch Movie 4: Shadow Side - Oni-ō no Fukkatsu                                           | Shinji Ushiro                       | 16 de diciembre de 2017 | 94m      | Historia original de Yōkai Watch.                                                                             | Team Inoue                 | [ 5 ] |
| 2018 | Pokemon Movie 21: Minna no Monogatari                                                          | Tetsuo Yajima                       | 13 de julio de 2018     | 105m     | Historia original de Pokémon. Coproducción junto a Wit Studio.                                                | Team Kato                  | [ 5 ] |
| 2018 | Tomica Hyper Rescue Drive Head: Kidō Kyūkyū Keisatsu Movie                                     | Takao Katō                          | 24 de agosto de 2018    | 57m      | Historia original de Tomica Hyper Rescue.                                                                     | —                          | [ 5 ] |
| 2018 | Yōkai Watch Movie 5: Forever Friends                                                           | Shigeharu Takahashi                 | 14 de diciembre de 2018 | 100m     | Historia original de Yōkai Watch.                                                                             | Team Inoue                 | [ 5 ] |
| 2019 | Pokemon Movie 22: Mewtwo no Gyakushū Evolution                                                 | Kunihiko Yuyama Motonori Sakakibara | 12 de julio de 2019     | 96m      | Historia original de Pokémon. Coproducción junto a Sprite Animation Studios.                                  | OLM Digital                | [ 5 ] |
| 2019 | Ni no Kuni                                                                                     | Yoshiyuki Momose                    | 23 de agosto de 2019    | 106m     | Basada en la serie de videojuegos Ni no Kuni desarrollados por Level-5.                                       | Team Kato                  | [ 5 ] |
| 2019 | Yōkai Watch Movie 6: Yōkai Gakuen Y - Neko wa Hero ni Nareru ka                                | Shigeharu Takahashi                 | 13 de diciembre de 2019 | 99m      | Historia original de Yōkai Watch.                                                                             | Team Inoue                 | [ 5 ] |
| 2019 | Shinkansen Henkei Robo Shinkalion: Mirai kara Kita Shinsoku no ALFA-X                          | Takahiro Ikezoe                     | 27 de diciembre de 2019 | 79m      | Historia original de Shinkalion.                                                                              | —                          | [ 5 ] |
| 2020 | Pokemon Movie 23: Koko                                                                         | Tetsuo Yajima                       | 25 de diciembre de 2020 | 99m      | Historia original de Pokémon.                                                                                 | Team Kato                  | [ 5 ] |
| 2021 | Yōkai Watch Movie 7: Keita to Orecchi no Deai Hen da Nyan ♪ Wa, Watakushi mo ♪♪                | Norihiko Sudō                       | 12 de noviembre de 2021 | 47m      | Historia original de Yōkai Watch.                                                                             | Team Inoue                 | [ 5 ] |
| 2022 | Odd Taxi Movie: In the Woods                                                                   | Baku Kinoshita                      | 1 de abril de 2022      | 127m     | Basada en la serie Odd Taxi. Coproducción junto a P.I.C.S.                                                    | Team Yoshioka              | [ 5 ] |
| 2024 | Inazuma Eleven: Sōshūhen Densetsu no Kickoff                                                   | —                                   | 27 de diciembre de 2024 | —        | Película recopilatoria centrada en los partidos del arco Football Frontier de Inazuma Eleven.                 | —                          | [ 5 ] |

#### ONAs
| Año  | Título                                                   | Director(es)                     | Fecha de primera transmisión | Fecha de última transmisión | Eps. | Notas | Equipo          | Refs. |
| ---- | -------------------------------------------------------- | -------------------------------- | ---------------------------- | --------------------------- | ---- | --- | --------------- | ----- |
| 2006 | Pokemon: Senritsu no Mirage Pokémon                      | Kunihiko Yuyama Masamitsu Hidaka | 13 de octubre de 2006        | 13 de octubre de 2006       | 1    | Especial del décimo aniversario de la serie Pokémon.                                                                            | Team Koitabashi | [ 5 ] |
| 2011 | Battle Break                                             | Shinji Ushiro                    | 17 de diciembre de 2011      | 17 de diciembre de 2011     | 1    | Historia original. | —               | [ 5 ] |
| 2012 | Pokémon Fushigi no Dungeon: Magnagate to Mugendai Meikyū | Seiichirō Nagahata               | 1 de noviembre de 2012       | 1 de noviembre de 2012      | 2    | Historia original de Pokémon.                                                                                                   | —               | [ 5 ] |
| 2016 | Inazuma Eleven: Outer Code                               | Desconocido                      | 4 de noviembre de 2016       | 19 de agosto de 2017        | 6    | Cortos que se desarrollan entre Inazuma Eleven e Inazuma Eleven: Ares.                                                          | Team Kawakita   | [ 5 ] |
| 2016 | Pokemon Generations                                      | Daiki Tomiyasu                   | 9 de diciembre de 2016       | 2 de febrero de 2017        | 18   | Momentos animados de las generaciones 1 a 6 de los títulos principales de Pokémon. Celebración del 20.º aniversario de Pokémon. | Team Kato       | [ 5 ] |
| 2019 | Mono no Kamisama Cocotama                                | Norio Nitta                      | 26 de septiembre de 2019     | 21 de febrero de 2020       | 12   | Spinoff de Kira Kira Happy Hirake! Cocotama.                                                                                    | Team Yoshioka   | [ 5 ] |
| 2020 | Beyblade Burst Sparking                                  | Katsuhito Akiyama Jin-Koo Oh     | 3 de abril de 2020           | 19 de marzo de 2021         | 52   | Adaptación del manga escrito e ilustrado por Hiro Morita.                                                                       | Team Abe        | [ 5 ] |
| 2021 | Beyblade Burst Dynamite Battle                           | Katsuhito Akiyama Jin-Koo Oh     | 2 de abril de 2021           | 18 de marzo de 2022         | 52   | Secuela de Beyblade Burst Sparking.                                                                                             | Team Masuda     | [ 5 ] |
| 2021 | Mini Van Large                                           | Tsukasa Nishiyama                | 7 de junio de 2021           | 4 de mayo de 2022           | 26   | Historia original. | —               | [ 5 ] |
| 2021 | Pokemon Evolutions                                       | Daiki Tomiyasu                   | 9 de septiembre de 2021      | 23 de diciembre de 2021     | 8    | Momentos animados de las generaciones 1 a 8 de los títulos principales de Pokémon. Celebración del 25.º aniversario de Pokémon. | Team Kato       |       |

#### OVAs
| Año  | Título                                  | Director(es)                     | Fecha de primera transmisión | Fecha de última transmisión | Eps. | Notas | Equipo          | Refs.  |
| ---- | --------------------------------------- | -------------------------------- | ---------------------------- | --------------------------- | ---- | --- | --------------- | ------ |
| 1995 | Makeruna! Makendō                       | Kazuya Murata                    | 25 de marzo de 1995          | 25 de marzo de 1995         | 1    | Adaptación del videojuego desarrollado por Affect.                                                                        | Team Ota        | [ 43 ] |
| 1995 | Kōryū no Mimi: Mina no Shō              | Kunihiko Yuyama                  | 26 de abril de 1995          | 1 de junio de 1995          | 2    | Adaptación de la serie de novelas escritas por Arimasa Osawa.                                                             | —               | [ 43 ] |
| 1995 | Gunsmith Cats                           | Takeshi Mori                     | 1 de noviembre de 1995       | 1 de septiembre de 1996     | 3    | Adaptación del manga escrito e ilustrado por Ken'ichi Sonoda.                                                             | Team Koitabashi | [ 43 ] |
| 1995 | Stainless Night                         | Ryūnosuke Otonashi               | 22 de diciembre de 1995      | 22 de marzo de 1996         | 2    | Adaptación del manga escrito e ilustrado por Kei Amagi.                                                                   | Team Ota        | [ 43 ] |
| 1996 | Power Dolls                             | Tsuneo Tominaga Masamitsu Hidaka | 1 de marzo de 1996           | 1 de marzo de 1998          | 2    | Adaptación del videojuego desarrollado por Kogado Software Products. Coproducción junto a Artmic.                         | Team Koitabashi | [ 43 ] |
| 1997 | Yūwaku Countdown: Akira                 | Naohito Takahashi                | 28 de marzo de 1997          | 29 de agosto de 1997        | 3    | Adaptación del manga escrito e ilustrado por Hiroyuki Utatane.                                                            | Team Koitabashi | [ 43 ] |
| 1997 | Buttobi!! CPU                           | Masamitsu Hidaka                 | 25 de abril de 1997          | 26 de septiembre de 1997    | 3    | Adaptación del manga escrito e ilustrado por Kaoru Shintani.                                                              | Team Wasaki     | [ 43 ] |
| 1998 | Be-yond                                 | Hiroyuki Kurimoto                | 27 de febrero de 1998        | 29 de mayo de 1998          | 2    | Adaptación del videojuego desarrollado por Silky.                                                                         | Team Iguchi     | [ 43 ] |
| 1998 | Queen Emeraldas                         | Yūji Asada Shigenori Kageyama    | 5 de junio de 1998           | 18 de diciembre de 1999     | 4    | OVA que continúa la franquicia Harlock creada por Leiji Matsumoto. OLM solo animó los dos primeros episodios de la serie. | Team Wasaki     | [ 43 ] |
| 1998 | Pokémon: Pikachu no Fuyuyasumi          | Kunihiko Yuyama                  | 22 de diciembre de 1998      | 22 de diciembre de 1998     | 2    | Historia original de Pokémon.                                                                                             | Team Ota        | [ 43 ] |
| 1999 | Highschool Aurabuster: Hikari no Mezame | Hajime Kamegaki                  | 5 de febrero de 1999         | 22 de septiembre de 1999    | 3    | Adaptación de la serie de novelas escritas por Mio Wakagi.                                                                | Team Iguchi     | [ 43 ] |
| 1999 | Pokémon: Pikachu no Fuyuyasumi (2000)   | Kunihiko Yuyama                  | 22 de diciembre de 1999      | 22 de diciembre de 1999     | 2    | Historia original de Pokémon.                                                                                             | Team Koitabashi | [ 43 ] |
| 2000 | Kōtetsu Tenshi Kurumi Encore            | Naohito Takahashi                | 19 de julio de 2000          | 4 de octubre de 2000        | 4    | Cuatro historias cortas adicionales de Steel Angel.                                                                       | Team Wasaki     | [ 43 ] |
| 2000 | Pokémon: Pikachu no Fuyuyasumi (2001)   | Kunihiko Yuyama                  | 22 de diciembre de 2000      | 22 de diciembre de 2000     | 3    | Historia original de Pokémon.                                                                                             | Team Koitabashi | [ 43 ] |
| 2001 | Kōtetsu Tenshi Kurumi Zero              | Naohito Takahashi                | 18 de abril de 2001          | 20 de junio de 2001         | 3    | Secuela de Kōtetsu Tenshi Kurumi.                                                                                         | Team Wasaki     | [ 43 ] |
| 2003 | Early Reins                             | Yūji Asada                       | 14 de febrero de 2003        | 14 de febrero de 2003       | 1    | Vinculado con el juego cancelado del mismo nombre.                                                                        | Team Iguchi     | [ 43 ] |
| 2003 | Mizuiro                                 | Kiyotaka Isako                   | 25 de abril de 2003          | 10 de octubre de 2003       | 2    | Adaptación de la novela visual desarrollada por NekoNeko Soft.                                                            | Team Iwasa      | [ 43 ] |
| 2003 | Nyancos: Hello! Our Brilliant Future    | Yoshiyasu                        | 17 de diciembre de 2003      | 17 de diciembre de 2003     | 1    | Historia original. | OLM Digital     | [ 43 ] |
| 2015 | Pokemon XY: Odemashi Ko Majin Hoopa     | Itsurō Kawasaki                  | 19 de junio de 2015          | 19 de junio de 2015         | 1    | Prólogo de la película Pokemon Movie 18: Ring no Chōmajin Hoopa.                                                          | Team Kamei      | [ 43 ] |

### Videos musicales
| Año  | Título           | Artistas         | Notas                                                                          | Equipo      | Refs.  |
| ---- | ---------------- | ---------------- | ------------------------------------------------------------------------------ | ----------- | ------ |
| 1997 | White Reflection | Two-Mix          | —                                                                              | —           | [ 43 ] |
| 2003 | Koi No Jellyfish | Kōji Kikkawa     | Parte de CGI.                                                                  | OLM Digital | [ 43 ] |
| 2008 | Good Morning     | Kanye West       | Dirigido por Takashi Murakami.                                                 | Team Ota    | [ 44 ] |
| 2018 | Candy Pop        | Twice            | —                                                                              | Team Kato   | [ 45 ] |
| 2022 | It'll be fine!   | Megumi Toyoguchi | Parte del Proyecto Pochama, cuyo objetivo era promover a Piplup en todo Japón. | Team Kato   | [ 46 ] |

### Videojuegos
| Año  | Título                                                             | Editor(es)                             | Notas                                                 | Equipo                     | Refs.  |
| ---- | ------------------------------------------------------------------ | -------------------------------------- | ----------------------------------------------------- | -------------------------- | ------ |
| 1993 | Bubble Bobble Part 2                                               | Taito                                  | Desarrollo de gráficos 2D.                            | —                          | [ 43 ] |
| 1994 | Sugoi Hebereke                                                     | Sunsoft                                | Desarrollo de gráficos 2D.                            | —                          | [ 43 ] |
| 1994 | Kid Klown in Crazy Chase                                           | Nintendo (EU) Kemco (WW)               | Encargado de la producción de ambientación del juego. | —                          | [ 43 ] |
| 1996 | Melty Lancer ~Ginga Shōjo Keisatsu 2086~                           | Imagineer                              | Animación de apertura, cierre y cinemáticas.          | —                          | [ 43 ] |
| 1996 | Kid Klown in Crazy Chase 2: Love Love Hani Soudatsusen             | Kemco                                  | Animación de apertura y cierre.                       | Team Ota                   | [ 43 ] |
| 1997 | Game Tengoku                                                       | Jaleco                                 | Animación para el lote número 0.                      | Team Koitabashi            | [ 43 ] |
| 1997 | Sōkū no Tsubasa ~GOTHAWORLD~                                       | Micronet                               | Animación de apertura, cierre y cinemáticas.          | —                          | [ 43 ] |
| 1997 | Texthoth Ludo ~Arcana Senki~                                       | Pai                                    | Animación de apertura y cierre.                       | Team Wasaki                | [ 43 ] |
| 1998 | Kunoichi Torimonochō                                               | CRI Middleware                         | Animación de apertura, cierre y cinemáticas.          | Team Koitabashi            | [ 43 ] |
| 1998 | YAKATA Nightmare Project                                           | ASK                                    | Animación de apertura, cierre y cinemáticas.          | Team Iguchi                | [ 43 ] |
| 1998 | Dungeon Shōtenkai                                                  | Kodansha                               | Animación de apertura.                                | Team Koitabashi            | [ 43 ] |
| 1999 | To Heart                                                           | Aquaplus                               | Animación de apertura.                                | Team Wasaki                | [ 43 ] |
| 1999 | 70's Robot Anime Geppy-X                                           | Aroma                                  | Animación de cinemáticas.                             | —                          | [ 43 ] |
| 2000 | Addie No Okurimono - To Moze from Addie                            | Sony Computer Entertainment            | Animación del juego.                                  | Team Koitabashi            | [ 43 ] |
| 2000 | Tobaku Mokushiroku Kaiji                                           | Kodansha                               | Animación del juego.                                  | Team Koitabashi            | [ 43 ] |
| 2000 | Pokémon Puzzle League                                              | Nintendo                               | Animación de cinemáticas.                             | Team Ota                   | [ 43 ] |
| 2001 | Naniwa Kin'yūdō - Aoki Yūji no Seken Munazan'yō                    | Kodansha                               | Animación del juego.                                  | Team Koitabashi            | [ 43 ] |
| 2003 | Pokémon Channel                                                    | The Pokémon Company (JP) Nintendo (WW) | Animación del episodio "Pichu Bros. in Party Panic".  | Team Koitabashi            | [ 43 ] |
| 2003 | Densetsu no Starfy 2                                               | Nintendo                               | Producción parcial CGI.                               | OLM Digital                | [ 43 ] |
| 2008 | Inazuma Eleven                                                     | Level-5 Nintendo (PAL)                 | Animación de apertura y cinemáticas.                  | Team Koitabashi            | [ 43 ] |
| 2009 | Inazuma Eleven 2                                                   | Level-5 (JP) Nintendo (EU)             | Animación de apertura y cinemáticas.                  | Team Koitabashi            | [ 43 ] |
| 2010 | Inazuma Eleven 3                                                   | Level-5 (JP) Nintendo (EU)             | Animación de apertura y cinemáticas.                  | Team Koitabashi            | [ 43 ] |
| 2011 | Little Battlers Experience                                         | Level-5                                | Animación de apertura y cinemáticas.                  | Team Koitabashi Team Inoue | [ 43 ] |
| 2011 | Inazuma Eleven Strikers                                            | Level-5 (JP) Nintendo (EU)             | Animación de apertura.                                | Team Koitabashi            | [ 43 ] |
| 2011 | Inazuma Eleven GO                                                  | Level-5 (JP) Nintendo (PAL)            | Animación de cinemáticas.                             | Team Koitabashi            | [ 43 ] |
| 2012 | Little Battlers Experience W                                       | Level-5                                | Animación de apertura y cinemáticas.                  | Team Inoue                 | [ 43 ] |
| 2012 | Inazuma Eleven GO 2: Chrono Stone                                  | Level-5 (JP) Nintendo (EU)             | Animación de apertura y cinemáticas.                  | Team Koitabashi            | [ 43 ] |
| 2012 | Inazuma Eleven GO Strikers 2013                                    | Level-5                                | Animación de apertura.                                | —                          | [ 43 ] |
| 2013 | Yo-kai Watch                                                       | Level-5 (JP) Nintendo (WW)             | Animación de apertura y cinemáticas.                  | Team Inoue                 | [ 43 ] |
| 2013 | Little Battlers Experience Wars                                    | Level-5                                | Animación de apertura y cinemáticas.                  | Team Inoue                 | [ 43 ] |
| 2013 | Inazuma Eleven GO: Galaxy                                          | Level-5                                | Animación de apertura y cinemáticas.                  | Team Koitabashi            | [ 43 ] |
| 2014 | Yo-kai Watch 2                                                     | Level-5 (JP) Nintendo (WW)             | Animación de apertura y cinemáticas.                  | Team Inoue                 | [ 43 ] |
| 2015 | Yo-kai Watch Blasters                                              | Level-5 (JP) Nintendo (WW)             | Animación de apertura.                                | Team Inoue                 | [ 43 ] |
| 2016 | Yo-kai Watch 3                                                     | Level-5 (JP) Nintendo (WW)             | Animación de apertura.                                | Team Inoue                 | [ 43 ] |
| 2016 | Pokémon Sun and Moon                                               | The Pokémon Company (JP) Nintendo (WW) | Soporte de ilustración.                               | —                          | [ 43 ] |
| 2017 | Yo-kai Watch Busters 2: Secret of the Legendary Treasure Bambalaya | Level-5                                | Animación de apertura.                                | Team Inoue                 | [ 43 ] |
| 2020 | Tabe-O-Ja                                                          | Bandai                                 | Animación de cinemáticas.                             | Team Yoshioka              | [ 43 ] |
| 2021 | Megaton Musashi                                                    | Level-5                                | Animación de cinemáticas.                             | Team Inoue                 | [ 43 ] |
| 2022 | Megaton Musashi X                                                  | Level-5                                | Animación de cinemáticas.                             | Team Inoue                 | [ 43 ] |
| 2024 | Megaton Musashi W                                                  | Level-5                                | Animación de cinemáticas.                             | Team Inoue                 | [ 43 ] |
| 2024 | Ride Kamens                                                        | Bandai                                 | Animación de secuencia de transformación.             | Team Kato                  | [ 43 ] |

### Acción real

#### Programas de televisión
| Año  | Título                        | Equipo        | Nota                            |
| ---- | ----------------------------- | ------------- | ------------------------------- |
| 2007 | Hyakki Yakosho                | —             |                                 |
| 2007 | Oishinbo                      | Team Miyagawa |                                 |
| 2008 | K-tai Investigator 7          | —             | Coproducción con Production I.G |
| 2009 | Tenchijin                     | —             | Cargo por imagen de título      |
| 2011 | QP                            | —             |                                 |
| 2017 | Idol x Warrior Miracle Tunes! | Team Miike    | Coproducción con Dentsu         |

#### Películas
| Año  | Título                                                     | Equipo          | Nota |
| ---- | ---------------------------------------------------------- | --------------- | ---- |
| 2004 | Zebraman                                                   | Team Koitabashi | CGI  |
| 2005 | La Gran Guerra Yokai                                       | OLM Digital     | CGI  |
| 2005 | Touch                                                      | OLM Digital     | CGI  |
| 2006 | Rough                                                      | OLM Digital     | CGI  |
| 2006 | Hula Girls                                                 | OLM Digital     | CGI  |
| 2007 | Pacchigi! Love & Peace                                     | OLM Digital     | CGI  |
| 2007 | Sukiyaki Western Django                                    | OLM Digital     | CGI  |
| 2007 | Crows Zero                                                 | OLM Digital     | CGI  |
| 2009 | Yatterman                                                  | OLM Digital     | CGI  |
| 2009 | Crows Zero II                                              | OLM Digital     | CGI  |
| 2010 | Zebraman 2: Attack on Zebra City                           | OLM Digital     | CGI  |
| 2011 | Ninja Kids!!!                                              | Team Miyagawa   | CGI  |
| 2011 | Hara-kiri: Muerte de un samurai                            | Team Miyagawa   | CGI  |
| 2012 | Ace Attorney                                               | Team Miyagawa   | CGI  |
| 2012 | Lesson of the Evil                                         | Team Miyagawa   | CGI  |
| 2013 | Los protectores (Shield of Straw)                          | Team Miyagawa   | CGI  |
| 2014 | The Mole Song: Undercover Agent Reiji                      | Team Miyagawa   | CGI  |
| 2014 | Over Your Dead Body                                        | Team Miyagawa   | CGI  |
| 2014 | Cardfight!! Vanguard: The Movie                            | Team Miyagawa   |      |
| 2014 | As the Gods Will                                           | Team Miyagawa   | CGI  |
| 2015 | The Lion Standing in the Wind                              | Team Miyagawa   | CGI  |
| 2015 | Yakuza Apocalypse                                          | Team Miyagawa   | CGI  |
| 2016 | Terra Formars                                              | Team Miike      | CGI  |
| 2016 | The Mole Song 2: Hong Kong Capriccio                       | Team Miike      | CGI  |
| 2017 | La espada del inmortal                                     | Team Miike      | CGI  |
| 2017 | JoJo's Bizarre Adventure: Diamond Is Unbreakable Chapter I | Team Miike      | CGI  |
| 2018 | Laplace's Witch                                            | Team Miike      | CGI  |
| 2019 | First Love                                                 | Team Miike      | CGI  |
| 2021 | The Great Yokai War: Guardians                             | Team Miike      | CGI  |
| 2021 | The Mole Song: Final                                       | Team Miike      | CGI  |
| 2023 | Lumberjack the Monster                                     | Team Miike      | CGI  |